# Каринско море
44° 08′ 39″ С; 15° 36′ 53″ И / 44.144138° С; 15.614836° И
Каринско море је готово затворени морски залив површине 5,7 km² који је уским каналом спојен с Новиградским морем. Налази се око 30 km источно од Задра и 16 северно од Бенковца. Просечна дубина воде у заливу је 12 метара. У Каринско море се уливају мањи слатководни водотоци (највећи је Каришница) који мешањем са сланом водом узрокују настанак лековитог блата.
Подручје Каринског мора као огранак Јадранског мора завучен дубоко у копно је насељено још од најстаријег доба. Ту се налазило античко насеље Corinium, а касније Карин који је имао важну одбрамбену улогу у средњем веку. Насеља која излазе на Каринско море су Доњи и Горњи Карин, Крушево и Придрага. Данас се ту развија туризам (ауто - камп, велико туристичко насеље у Горњем Карину).